# Автотрофні бактерії
Автотрофні бактерії, аутотрофні бактерії (autotrophic bacteria) [грец. autos — сам і trophe — їжа, харчування; грец. bacterion — паличка] — бактерії, здатні синтезувати з неорганічних речовин (гол. чин. води, двоокису вуглецю, неорганічних сполук азоту, амонію) всі необхідні для життя органічні речовини, використовуючи енергію фотосинтезу (фототрофні (фотосинтезуючі) бактерії) або хемосинтезу (див. Хемосинтезуючі бактерії). Більшість автотрофних бактерій (крім  метаноутворюючих бактерій) асимілюють СО2 за допомогою відновного пентозофосфатного шляху.
В залежності від природи використовуваного субстрату розрізняють хемоорганотрофні бактерії, що окисляють органічні сполуки, і хемолітотрофні бактерії, що окисляють неорганічні сполуки, напр. відновлені сполуки сірки, іони амонію, водень та ін.